# Cinemax Comedy Experiment
 (signalé en août 2025).
Si vous disposez d'ouvrages ou d'articles de référence ou si vous connaissez des sites web de qualité traitant du thème abordé ici, merci de compléter l'article en donnant les références utiles à sa vérifiabilité et en les liant à la section « Notes et références ».
- Archive Wikiwix
- Bing
- Cairn
- DuckDuckGo
- E. Universalis
- Gallica
- Google
- G. Books
- G. News
- G. Scholar
- Persée
- Qwant
- (zh) Baidu
- (ru) Yandex
- (wd) trouver des œuvres sur Wikidata

Cinemax Comedy Experiment est une sitcom d'anthologie américaine créée par Harry Shearer, Chris Elliott et Gilbert Gottfried, diffusée sur Cinemax entre le 16 février 1985 et le 12 août 1989.

## Distribution

### Acteurs principaux et récurrents
- Harry Shearer : Rabbi
- Martin Mull : le présentateur
- Mary Kay Place : Joyce Harrison
- Fred Willard : Hal Harrison
- Christian Jacobs : Tommy Harrison
- Amy Lynne : Debbie Harrison

### Acteurs invités
- Eric Bogosian : un présentateur TV
- Teri Garr : Flapjack Floozie
- Eileen Brennan : Juge Henrietta Thompson
- Jack Riley : un scientifique
- Gilbert Gottfried : Norman
- Tom Leopold : lui-même
- Chris Elliott
- James Belushi : Bob
- Garry Marshall : lui-même
- Demi Moore : Sandy Darden
- Brian Routh : Harry Kipper
- Judge Reinhold : Paul Darden
- Joey Arias : Bagwan
- Robert Belushi : Bobby Jr.
- Meat Loaf : Piglet
- Don Calfa : Howard
- Joe Spinell : Tony LaRosa
- Lyle Lovett : lui-même
- Richard Kind : Dr Schlazil
- Dennis Farina : le propriétaire du dinner
- Tom Milanovich : Nick
- Steven Wright : lui-même
- Dan Castellaneta : un vendeur
- Steve Martin : lui-même
- Stella Stevens : Elrene
- Michael McKean : Révérend Prufrock
- Jeffrey Tambor : J.V. Mendeson
- Sandra Bernhard
- George Wendt : le coach des Buccaneers
- Edie McClurg
- Howie Mandel : lui-même
- Larry Hankin
- Stephen Furst
- Craig Richard Nelson
- Lu Leonard
- David Steinberg
- Carrie Fisher
- Dennis Quaid
- Robin Williams
- Carol Kane
- Whoopi Goldberg
- Bobcat Goldthwait
- Lauren Hutton
- Cheech Marin
- Zsa Zsa Gabor
- Tommy Chong
- Robert Wuhl
- Arleen Sorkin
- Paul Rodriguez
- Dee Snider
- Richard Simmons
- Tim Kazurinsky
- Jan Murray : lui-même
- Charlie Barnett
- Shecky Greene : lui-même
- Don Novello
- Robert Goulet : lui-même
- Ann Magnuson
- Stuart Pankin
- Redd Foxx : lui-même
- Timothy Stack
- Paul Shaffer : Paul
- Twink Caplan : la voisine bruyante
- David Letterman : lui-même
- Al Franken
- Tom Davis
- Eugene Levy
- Arnold Stang
- Ron Reagan
- Henny Youngman
- Elayne Boosler : Samantha

## Production

### Fiche technique
- Titre : Cinemax Comedy Experiment
- Création : Harry Shearer, Chris Elliott et Gilbert Gottfried
- Réalisation : Harry Shearer, Elayne Boosler, Mark Cullingham, Claude Conrad, Howard Storm, Jon Cutler, James Yukich, Miroslav Janek et Jay Dubin
- Scénario : James Belushi, Elayne Boosler, Marjorie Bransfeld, Jon Cutler, Chris Elliott, Gilbert Gottfried, Tom Leopold, Howie Mandel, Martin Mull, Brian Routh, Paul Shaffer, Harry Shearer, Timothy Stack, David Steinberg et Martin von Haselberg
- Photographie : Hilyard John Brown, John Lindley, Brian McCulley, Eric Engler et Peter Stein
- Montage : John Axness, Michael Weitzman, Karen I. Stern, Robert B. Weide, Vic Lowrey, Miroslav Janek et Paul Dougherty
- Musique : Wendy Mull, Fred Katz et David John Olsen
- Casting :
- Production : Kevin Bright, Allen Rucker, James Belushi, Vic Kaplan, Brian McCulley, Robert B. Weide, Ed Horwitz, Eduardo Rossoff, Loucas George, Steve Gerbson, Bob Kaminsky et Peter Kaminsky
  - Production associée : Terry Danuser, Terry Mandel, Carmi Zlotnik, Marjorie Bransfield et Jesse Donnely
  - Production déléguée : Howie Mandel, Jonathan D. Krane, Larry Brezner, Buddy Morra, Sandy Wernick, Bonnie Burns, Tom Leopold, Paul Shaffer, Harry Shearer, Martin von Haselberg, Steven Paul et Michael Smith
  - Coproduction : Frank Bluestein
  - Production exécutive : Simon Egleton
- Société de production : Cinemax
- Société de distribution : Cinemax
- Pays d'origine :  États-Unis
- Langue originale : anglais
- Format :
- Genre : Sitcom d'anthologie
- Durée : 30 minutes

 Sauf indication contraire, les informations mentionnées dans cette section peuvent être confirmées par la base de données cinématographiques IMDb,  présente dans la section « Liens externes ».

## Épisodes
1. Howie Mandel
2. Spitting Image
3. Sandra Bernhard
4. David Steinberg - Mothers
5. Martin Mull Presents the History of White People in America, Part I
6. Martin Mull Presents the History of White People in America, Part II
7. It's Just TV! Starring Harry Shearer
8. American Carrott
9. Firesign Theatre: Eat or Be Eaten
10. Emo Philips
11. Spitting Image II
12. The Canadian Conspiracy, Part I
13. The Canadian Conspiracy, Part II
14. Michael Davis, Life on the Party
15. From Here to Maternity
16. Bob Goldthwait: Don't Watch This Show
17. Eric Bogosian: Drinking in America
18. Charlie Barnett: Terms of Enrollment
19. Jim Belushi in Birthday Boy
20. Shadoevision
21. But Seriously Folks
22. The Big Bang
23. Comedy From Here
24. Action Family
25. I'll Do It Guy's Way
26. Gilbert Gottfried, Naturally
27. Paul Shaffer: Viva Shaf Vegas
28. Ann Magnuson's Vandemonium
29. This Week Indoors
30. Suart Pankin
31. High School Video Yearbook with Franken & Davis
32. Sarducci's Vatican Inquirer
33. The New Home Owner's Guide to Happiness
34. FDR: A One Man Show
35. Ron Reagan, The President's Son
36. Rap Master Ronnie
37. Carol Doesn't Leifer Anymore
38. Autobiographies: The Enigma of Bobby Bittman
39. Merrill Markoe's Guide to Glamorous Living
40. Teri Garr in Flapjack Floozie
41. K.O. Kippers
42. Norman's Corner
43. Late for Dinner
44. Elayne Boosler: The Call
45. Mike's Talent Show